# Salomon et Saturne
Salomon et Saturne (Solomon and Saturn en anglais) est le titre donné à quatre textes en vieil anglais, deux en vers et deux en prose, qui se présentent comme un échange d'énigmes entre le roi Salomon et Saturne, ce dernier décrit comme un prince des Chaldéens.
Les deux versions poétiques du dialogue, ainsi qu'une des deux versions en prose, sont préservées dans le manuscrit CCCC 422, conservé au Corpus Christi College de l'université de Cambridge. L'un des textes en vers subsiste également en partie dans le manuscrit CCCC 41. L'autre version en prose, la plus longue des deux, figure dans le manuscrit Cotton Vitellius A.xv, conservé à la British Library.